# Method of Destruction
M.O.D (Method Of Destruction) es una banda crossover thrash de Nueva York , liderada por el ex-Roadie de Anthrax y vocalista de Stormtroopers Of Death Billy Milano.Con M.O.D, Milano trató de continuar en el estilo musical de bandas como Anthrax y Nuclear Assault , mezclando estilos como el hardcore punk y thrash metal, con tonos humorìsticos y letras políticamente incorrectas.

## Catálogo
U.S.A. for M.O.D., el álbum debut de la banda, fue producido por el compañero de Billy Milano en la banda Stormtroopers Of Death (S.O.D.), Scott Ian (también de Anthrax). La primera canción, "Aren't You Hungry?", es una adaptación de una canción S.O.D nunca grabada, destacando en la letra "que se jodan los negros", en referencia a la entonces comunes campañas de activismo como We Are The World.
El segundo trabajo de M.O.D, Surfin' M.O.D., es un híbrido, con un poco de thrash metal, pero centrándose más en covers de canciones de humor y un ambiente playero, como Surfin' U.S.A. de The Beach Boys. La banda volvería a sus raíces en Gross Misconduct, así como ampliar aún más su sonido en Rhythm of Fear. Fue en este tiempo que Milano realizó un show de reunión con S.O.D en The Ritz en Nueva York.
Las siguientes producciones, Devolution y Dictated Aggression, sufrirían una mala distribución y no tendrían gran éxito, a pesar de tener un estilo más pesado y letras más serias. Los álbumes fueron reeditados finalmente por Blackout Records en el año 2004.
Tras otra reunión de S.O.D y el álbum posterior, Bigger Than the Devil, M.O.D quedó en receso durante varios años.En 2003 , Milano contrató a una nueva formación y grabó The Rebel Love You to Hate, evidenciando un retorno al pasado humorístico de Milano, haciendo referencia al rap suburbano y la guerra contra el terrorismo.

## Los últimos acontecimientos
M.O.D. se trasladó a Austin, Texas , y lanzó el álbum Red, White and Screwed en octubre de 2007, con un considerable número de espectáculos puso en marcha una gira de apoyo en el verano de 2008.
La banda tocó su último concierto en Estados Unidos el 13 de septiembre de 2008.

## Miembros actuales
- Billy Milano - Voz, Guitarra, Bajo.
- Scott "The Rod" Sargeant- Guitarra, Bajo, Voz.
- Derek "Lennon" López - Batería.

## Miembros anteriores
- Tim McMurtrie - guitarra
- Louis Svitek - guitarra
- Tommy Klimchuck - guitarra
- John Pereksta - guitarra, bajo
- Joe Young - guitarra
- Joe Affe - guitarra
- Bernard Langendorf - guitarra
- Ken Ballone - bajo
- Jeff Wood - bajo
- Jake Landrau - bajo
- John Monte - bajo
- Rob Moschetti - bajo
- Chris "Clawson Dawson" Dawson - bajo y coros
- David "Ziggy" Reinhardt - batería
- Keith Davis - batería
- Tim Mallare - batería
- Dave Chavarri - batería
- Tony Scaglione - baterí
- Darren Verpeut - batería
- Danny "ADN" Burkhardt - batería

## Discografía
| Date of Release       | Title                                      | Label                 | Chart positions | US sales |
| 1987                  | U.S.A. for M.O.D.                          | Megaforce Records     |                 |          |
| 1988                  | Surfin' M.O.D.                             | Megaforce Records     |                 |          |
| 1989                  | Gross Misconduct                           | Megaforce Records     |                 |          |
| 1992                  | Rhythm of Fear                             | Megaforce Records     |                 |          |
| 1994                  | Devolution                                 | Music For Nations     |                 |          |
| Noviembre de 1995     | Loved by Thousands, Hated by Millions      | Megaforce Records     |                 |          |
| 25 de junio de 1996   | Dictated Aggression                        | Music For Nations     |                 |          |
| 20 de mayo de 2003    | The Rebel You Love to Hate                 | Nuclear Blast Records |                 |          |
| 26 de octubre de 2004 | Devolution re-issue – enhanced CD          | Blackout Records      |                 |          |
| 26 de octubre de 2004 | Dictated Aggression re-issue – enhanced CD | Blackout Records      |                 |          |
| 9 de octubre de 2007  | Red, White & Screwed                       | Index Entertainment   |                 |          |
| 12 de octubre de 2007 | Red, White & Screwed Europe                | I Scream Records      |                 |          |